# Prodaticus africanus
Prodaticus africanus là một loài bọ cánh cứng trong họ Bọ nước. Loài này được Rocchi miêu tả khoa học năm 1976.